# 3. etape af Tour de France 2007
Tredje etape af Tour de France 2007 blev kørt tirsdag d. 10. juli og gik fra Waregem i Belgien til Compiègne i Frankrig.
Ruten var 236 km. lang og må klasificeres som en flad etape på grund af den ene kategori 4 stigning.
- Etape: 3
- Dato: 10. juli
- Længde: 236.5 km
- Danske resultater:

127. Michael Rasmussen + 0.0
- Gennemsnitshastighed: 36 km/t

## Sprint og bjergpasseringer

### 1. sprint (Tournai)
Efter 33,5 km
| Vinder | Nicolas Vogondy   | 6p, 6s |
| 2.     | Mathieu Ladagnous | 4p, 4s |
| 3.     | Mikel Astarloza   | 2p, 2s |

### 2. sprint (Fontaine-au-Bois)
Efter 104,5 km
| Vinder | Mathieu Ladagnous | 6p, 6s |
| 2.     | Nicolas Vogondy   | 4p, 4s |
| 3.     | Romain Feillu     | 2p, 2s |

### 3. sprint (Achery)
Efter 167,5 km
| Vinder | Nicolas Vogondy   | 6p, 6s |
| 2.     | Mathieu Ladagnous | 4p, 4s |
| 3.     | Mikel Astarloza   | 2p, 2s |

### 1. bjerg (Côte de Blérancourt)
4. kategori stigning efter 202,5 km
| Plads | Navn               | Point |
| ----- | ------------------ | ----- |
| 1.    | Stéphane Augé      | 3     |
| 2.    | Matthieu Ladagnous | 2     |
| 3.    | Frederik Willems   | 1     |

## Udgående ryttere
- 119 Tomas Vaitkus fra Discovery Channel.

## Resultatliste
|    | Navn              | Land           | Hold            | Tid     |
| -- | ----------------- | -------------- | --------------- | ------- |
| 1  | Fabian Cancellara | Schweiz        | CSC             | 6:36.15 |
| 2  | Erik Zabel        | Tyskland       | Milram          | + 0.0   |
| 3  | Danilo Napolitano | Italien        | Lampre          | + 0.0   |
| 4  | Tom Boonen        | Belgien        | Quick Step      | + 0.0   |
| 5  | Robert Hunter     | Sydafrika      | Barloworld      | + 0.0   |
| 6  | Robert Förster    | Tyskland       | Gerolsteiner    | + 0.0   |
| 7  | Robbie McEwen     | Australien     | Predictor-Lotto | + 0.0   |
| 8  | Bernhard Eisel    | Østrig         | T-Mobile        | + 0.0   |
| 9  | Mark Cavendish    | Storbritannien | T-Mobile        | + 0.0   |
| 10 | Heinrich Haussler | Tyskland       | Gerolsteiner    | + 0.0   |